# Lištani
Lištani är en ort i Bosnien och Hercegovina.   Den ligger i entiteten Federationen Bosnien och Hercegovina, i den västra delen av landet, 130 km väster om huvudstaden Sarajevo. Lištani ligger 734 meter över havet och antalet invånare är 612.
Terrängen runt Lištani är varierad. Närmaste större samhälle är Orguz, 13,2 km sydost om Lištani. 
Trakten runt Lištani består till största delen av jordbruksmark. Runt Lištani är det ganska tätbefolkat, med 93 invånare per kvadratkilometer.